# Échecs aux Jeux africains de 2023
Navigation
2019
Les compétitions d'échecs aux Jeux africains de 2023 ont lieu du 9 au 11 mars 2024 à l'Alisa Hotel à Accra, au Ghana.

## Médaillés
| Rapide individuel hommes | Bassem Amin (EGY)                   | Donaldo Mulatinho (MOZ)                | Adlane Arab (br) (ALG)                                                       |  |  |  |
| Blitz individuel hommes  | Bassem Amin (EGY)                   | Fy Antenaina Rakotomaharo (en) (MAD)   | Banele Mhango (en) (RSA)                                                     |  |  |  |
|                          |                                     |                                        |                                                                              |  |  |  |
| Rapide individuel femmes | Shahenda Wafa (EGY)                 | Ednasia Junior (ANG)                   | Lina Nassr (ALG)                                                             |  |  |  |
| Blitz individuel femmes  | Lina Nassr (ALG)                    | Shahenda Wafa (EGY)                    | Peace Samson (NGA)                                                           |  |  |  |
|                          |                                     |                                        |                                                                              |  |  |  |
| Rapide par équipe mixte  | Égypte- Bassem Amin - Shahenda Wafa | Algérie- Adlane Arab (br) - Lina Nassr | Madagascar- Aina Mahasambatra Tsinjoviniavo - Fy Antenaina Rakotomaharo (en) |  |  |  |
| Blitz par équipe mixte   | Égypte- Bassem Amin - Shahenda Wafa | Algérie- Adlane Arab (br) - Lina Nassr | Nigeria- Lovet Kigigha Bomo - Peace Samson                                   |  |  |  |

## Tableau des médailles
| Rang  | Nation         | Or | Argent | Bronze | Total |
| ----- | -------------- | -- | ------ | ------ | ----- |
| 1     | Égypte         | 5  | 1      | 0      | 6     |
| 2     | Algérie        | 1  | 2      | 1      | 4     |
| 3     | Madagascar     | 0  | 1      | 1      | 2     |
| 4     | Angola         | 0  | 1      | 0      | 1     |
| 4     | Mozambique     | 0  | 1      | 0      | 1     |
| 6     | Nigeria        | 0  | 0      | 3      | 3     |
| 7     | Afrique du Sud | 0  | 0      | 1      | 1     |
| Total | Total          | 6  | 6      | 6      | 18    |